# Les Fiancées de 1914

Les Fiancées de 1914 est un film muet français réalisé par Louis Feuillade, sorti en 1914.

## Fiche technique
- Titre : Les Fiancées de 1914
- réalisation : Louis Feuillade
- Scénario : Louis Feuillade, d'après son histoire
- Société de production : Société des Établissements L. Gaumont
- Pays d'origine :  France
- Format : Muet - Noir et blanc - 1,33:1 - 35 mm
- Métrage ; (714 m)
- Genre : Court métrage
- Durée : 22 minutes
- Dates de sortie : 
  - France : décembre 1914

## Distribution
- Renée Carl
- Fernand Herrmann
- Louise Lagrange
- Claude Mérelle
- Musidora
- Gabriel Signoret